# Asteroarchaediscinae
Asteroarchaediscinae es una subfamilia de foraminíferos bentónicos de la familia Archaediscidae, de la superfamilia Archaediscoidea, del suborden Fusulinina y del orden Fusulinida. Su rango cronoestratigráfico abarca desde el Viseense (Carbonífero inferior) hasta el Moscoviense (Carbonífero superior).

## Discusión
Algunas clasificaciones más recientes incluyen Asteroarchaediscinae en el suborden Archaediscina, del orden Archaediscida, de la subclase Afusulinana y de la clase Fusulinata.

## Clasificación
Asteroarchaediscinae incluye a los siguientes géneros:
- Asteroarchaediscus †
- Brenckleina †
- Neoarchaediscus †
- Nodasperodiscus †
- Nodosarchaediscus †
- Permodiscus †

Otros géneros considerados en Asteroarchaediscinae son:
- Asperodiscus †, aceptado como Neoarchaediscus
- Kasachstanodiscus †, aceptado como Permodiscus
- Lensarchaediscus †, aceptado como Asteroarchaediscus
- Nodosigmoilina †, aceptado como Brenckleina
- Rugosoarchaediscus †, aceptado como Neoarchaediscus